# 鹿江三郎
鹿江 三郎（かのえ さぶろう、1881年〈明治14年〉10月6日 - 没年不詳）は、日本の海軍軍人、教育者。海軍砲術学校校長を務めた海軍少将であり、予備役後は逗子開成中学校長を務めた。

## 人物・来歴

### 略歴
佐賀県出身。海軍兵学校30期。席次は187名中41番。同期に百武源吾、松山茂、金子養三らがいる。「東雲」乗組みとして日本海海戦に参戦した。鹿江は海大乙種、砲術学校高等科学生を修了した砲術専攻士官で、6艦で砲術長を務めたほか砲術学校教官を4度務めている。中佐進級と同時に発令された教官配置は5年半に渡り、在任中に教頭心得、大佐進級と同時に正式に教頭に就任している。在任中は射撃科長などを務め、机上射撃演習機の改良などを行ったほか、艦隊の演習に際しては審判官にも度々任じられている。次いで「平戸｣艦長に就任。在任中に関東大震災が発生し、被災者、救援物資の輸送任務に従事した。練習艦隊所属の「八雲」艦長として遠洋航海の成功に貢献し、横須賀海兵団長に転じる。1926年(大正15年)12月少将に昇進し、砲術学校校長に就任。同職を2年務め、鹿江の砲術学校勤務は10年を超えた。美保関事件では軍法会議判士を務めた。1930年(昭和5年)6月、予備役編入となる。

## 栄典
位階
- 1904年（明治37年）3月18日 - 正八位[4]
- 1905年（明治38年）2月14日 - 従七位[5]
- 1907年（明治40年）11月30日 - 正七位[6]
- 1913年（大正2年）2月10日 - 従六位[7]
- 1918年（大正7年）1月30日 - 正六位[8]
- 1922年（大正11年）1月20日 - 従五位[9]
- 1926年（昭和元年）12月28日 - 正五位[10]

勲章等
- 1906年（明治39年）4月1日 - 功五級金鵄勲章・勲六等単光旭日章・明治三十七八年従軍記章[11]
- 1912年（明治45年）5月24日 - 勲五等瑞宝章[12]
- 1924年（大正13年）6月30日 - 勲三等瑞宝章[13]

### 関東大震災
鹿江は関東大震災で妻子を失っている。同郷の福地誠夫は当時海兵生徒であったが、鹿江家とは親しい間柄であった。東京にいた福地は輸送任務にあたっていた「平戸」に乗艦し帰校したが、鹿江は艦長室に遺骨を置いて任務に挺身していた。鹿江は毅然たる態度であり、福地は海軍の勤務の厳しさを実感したという。なお鹿江、福地は佐賀出身海軍士官の団体である知新会に属していた。

### 射撃科長
鹿江が務めた砲術学校射撃科長は、砲術学校での指導のほかにも次のような任務があった。このため射撃科長は日本海軍砲術のリーダーともいうべき配置であった。同職は草鹿任一なども務めている。
- 連合艦隊の射撃訓練に際して、成績調査や講評、砲術学校の所見案の起草
- 翌年度の訓練研究項目案を作成し教育局と協議
- 砲術(射撃)教範の起草審議作成
- 砲術関係の兵機設備の改善を他の部局と連絡協議

### 砲術長を務めた艦
- 防護巡洋艦・笠置
- 防護巡洋艦・利根
- 装甲巡洋艦・磐手
- 戦艦・香取
- 戦艦・河内
- 戦艦・金剛